# Serie A 2017/2018
Soutěžní ročník Serie A 2017/18 byl 116. ročník nejvyšší italské fotbalové ligy a 86. ročník od založení Serie A. Soutěž začala 19. srpna 2017 a skončila 20. května 2018. Účastnilo se jí opět 20 týmů z toho 17 se kvalifikovalo z minulého ročníku. Poslední tři týmy předchozího ročníku, jimiž byli Empoli FC, US Città di Palermo a poslední tým ročníku - Delfino Pescara 1936, sestoupily do druhé ligy. Opačným směrem putovaly S.P.A.L. 2013 (vítěz druhé ligy), Hellas Verona FC a Benevento Calcio, která po obsazení 4. místa v ligové tabulce, zvítězila v play-off.
Titul v soutěži obhajoval opět Juventus FC, který v minulém ročníku získal již 33. prvenství v soutěži a šestý v řadě.

## Přestupy hráčů
| Jméno                 | odkud                  | kam            | cena           |  |
| --------------------- | ---------------------- | -------------- | -------------- |  |
| Leonardo Bonucci      | Juventus FC            | AC Milán       | 42 000 000 eur |  |
| Mohamed Salah         | AS Řím                 | Liverpool FC   | 42 000 000 eur |  |
| Federico Bernardeschi | ACF Fiorentina         | Juventus FC    | 40 000 000 eur |  |
| Andre Silva           | FC Porto               | AC Milán       | 38 000 000 eur |  |
| Antonio Rüdiger       | AS Řím                 | Chelsea FC     | 35 000 000 eur |  |
| Milan Škriniar        | UC Sampdoria           | FC Inter Milán | 34 000 000 eur |  |
| Alessandro Bastoni    | Atalanta BC            | FC Inter Milán | 31 100 000 eur |  |
| Keita Baldé           | SS Lazio               | AS Monaco      | 30 000 000 eur |  |
| Blaise Matuidi        | Paris Saint-Germain FC | Juventus FC    | 25 000 000 eur |  |
| Davide Zappacosta     | Turín FC               | Chelsea FC     | 25 000 000 eur |  |

## Složení ligy v tomto ročníku
| Klub               | Město     | Stadión                 | Kapacita | Trenér                                             | 2016/17          |
| ------------------ | --------- | ----------------------- | -------- | -------------------------------------------------- | ---------------- |
| Benevento Calcio   | Benevento | Ciro Vigorito           | 17 554   | Marco Baroni (do 23.10. 2017) Roberto De Zerbi     | Serie B          |
| Atalanta BC        | Bergamo   | Atleti Azzurri d'Italia | 21 300   | Gian Piero Gasperini                               | 4.               |
| Bologna FC 1909    | Bologna   | Renato Dall'Ara         | 38 279   | Roberto Donadoni                                   | 15.              |
| Cagliari Calcio    | Cagliari  | Sardegna Arena          | 16 233   | Massimo Rastelli (do 17.10. 2017) Luis Diego López | 11.              |
| FC Crotone         | Crotone   | Ezio Scida              | 16 547   | Davide Nicola (do 6.12. 2017) Walter Zenga         | 17.              |
| ACF Fiorentina     | Florencie | Artemio Franchi         | 43 147   | Stefano Pioli                                      | 8.               |
| S.P.A.L. 2013      | Ferrara   | Paolo Mazza             | 13 020   | Leonardo Semplici                                  | Serie B          |
| Janov CFC          | Janov     | Luigi Ferraris          | 36 685   | Ivan Jurić (do 5.11. 2017) Davide Ballardini       | 16.              |
| UC Sampdoria       | Janov     | Luigi Ferraris          | 36 685   | Marco Giampaolo                                    | 10.              |
| AC Milán           | Milán     | Giuseppe Meazza         | 80 080   | Vincenzo Montella (do 27.11. 2017) Gennaro Gattuso | 6.               |
| FC Inter Milán     | Milán     | Giuseppe Meazza         | 80 080   | Luciano Spalletti                                  | 7.               |
| SSC Neapol         | Neapol    | San Paolo               | 60 240   | Maurizio Sarri                                     | Bronzová medaile |
| AS Řím             | Řím       | Olimpico                | 70 634   | Eusebio Di Francesco                               | Stříbrná medaile |
| SS Lazio           | Řím       | Olimpico                | 70 634   | Simone Inzaghi                                     | 5.               |
| US Sassuolo Calcio | Sassuolo  | Giglio                  | 23 717   | Cristian Bucchi (do 27.11. 2017) Giuseppe Iachini  | 12.              |
| Turín FC           | Turín     | Olimpico di Torino      | 27 994   | Siniša Mihajlović (do 4.1. 2018) Walter Mazzarri   | 9.               |
| Juventus FC        | Turín     | Juventus Stadium        | 41 507   | Massimiliano Allegri                               |                  |
| Udinese Calcio     | Udine     | Friuli                  | 25 144   | Luigi Delneri (do 21.11. 2017) Massimo Oddo        | 13.              |
| AC ChievoVerona    | Verona    | Marc'Antonio Bentegodi  | 38 402   | Rolando Maran                                      | 14.              |
| Hellas Verona FC   | Verona    | Marc'Antonio Bentegodi  | 38 402   | Fabio Pecchia                                      | Serie B          |

## Tabulka
| Poř. | Tým                | Z  | V  | R  | P  | VG | OG | B  |
| ---- | ------------------ | -- | -- | -- | -- | -- | -- | -- |
| 1.   | Juventus FC        | 38 | 30 | 5  | 3  | 86 | 24 | 95 |
| 2.   | SSC Neapol         | 38 | 28 | 7  | 3  | 77 | 29 | 91 |
| 3.   | AS Řím             | 38 | 23 | 8  | 7  | 61 | 28 | 77 |
| 4.   | FC Inter Milán     | 38 | 20 | 12 | 6  | 66 | 30 | 72 |
| 5.   | SS Lazio           | 38 | 21 | 9  | 8  | 89 | 49 | 72 |
| 6.   | AC Milán           | 38 | 18 | 10 | 10 | 56 | 42 | 64 |
| 7.   | Atalanta BC        | 38 | 16 | 12 | 10 | 57 | 39 | 60 |
| 8.   | ACF Fiorentina     | 38 | 16 | 12 | 10 | 54 | 46 | 57 |
| 9.   | Turín FC           | 38 | 16 | 9  | 13 | 54 | 46 | 54 |
| 10.  | UC Sampdoria       | 38 | 16 | 6  | 16 | 56 | 60 | 54 |
| 11.  | US Sassuolo Calcio | 38 | 11 | 10 | 17 | 29 | 59 | 43 |
| 12.  | Janov CFC          | 38 | 11 | 8  | 19 | 33 | 43 | 41 |
| 13.  | AC ChievoVerona    | 38 | 10 | 10 | 18 | 36 | 59 | 40 |
| 14.  | Udinese Calcio     | 38 | 12 | 4  | 22 | 48 | 63 | 40 |
| 15.  | Bologna FC 1909    | 38 | 11 | 6  | 21 | 40 | 52 | 39 |
| 16.  | Cagliari Calcio    | 38 | 11 | 6  | 21 | 33 | 61 | 39 |
| 17.  | S.P.A.L. 2013      | 38 | 8  | 14 | 16 | 39 | 59 | 38 |
| 18.  | FC Crotone         | 38 | 9  | 8  | 21 | 40 | 66 | 35 |
| 19.  | Hellas Verona FC   | 38 | 7  | 4  | 27 | 30 | 78 | 25 |
| 20.  | Benevento Calcio   | 38 | 6  | 3  | 29 | 33 | 84 | 21 |

Poznámky
- Z = Odehrané zápasy; V = Vítězství; R = Remízy; P = Prohry; VG = Vstřelené góly; OG = Obdržené góly; B = Body

|  | Mistr ligy a přímý postup do Ligy mistrů 2018/19 |
|  | Přímý postup do Ligy mistrů 2018/19              |
|  | Přímý postup do Evropské ligy UEFA 2018/19       |
|  | Postup do předkola Evropské ligy UEFA 2018/19    |
|  | Sestup do Serie B 2018/19                        |

## Střelecká listina
.
.

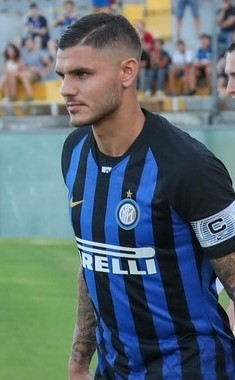
Nejlepší střelec Serie A 2017/18 - Mauro Icardi

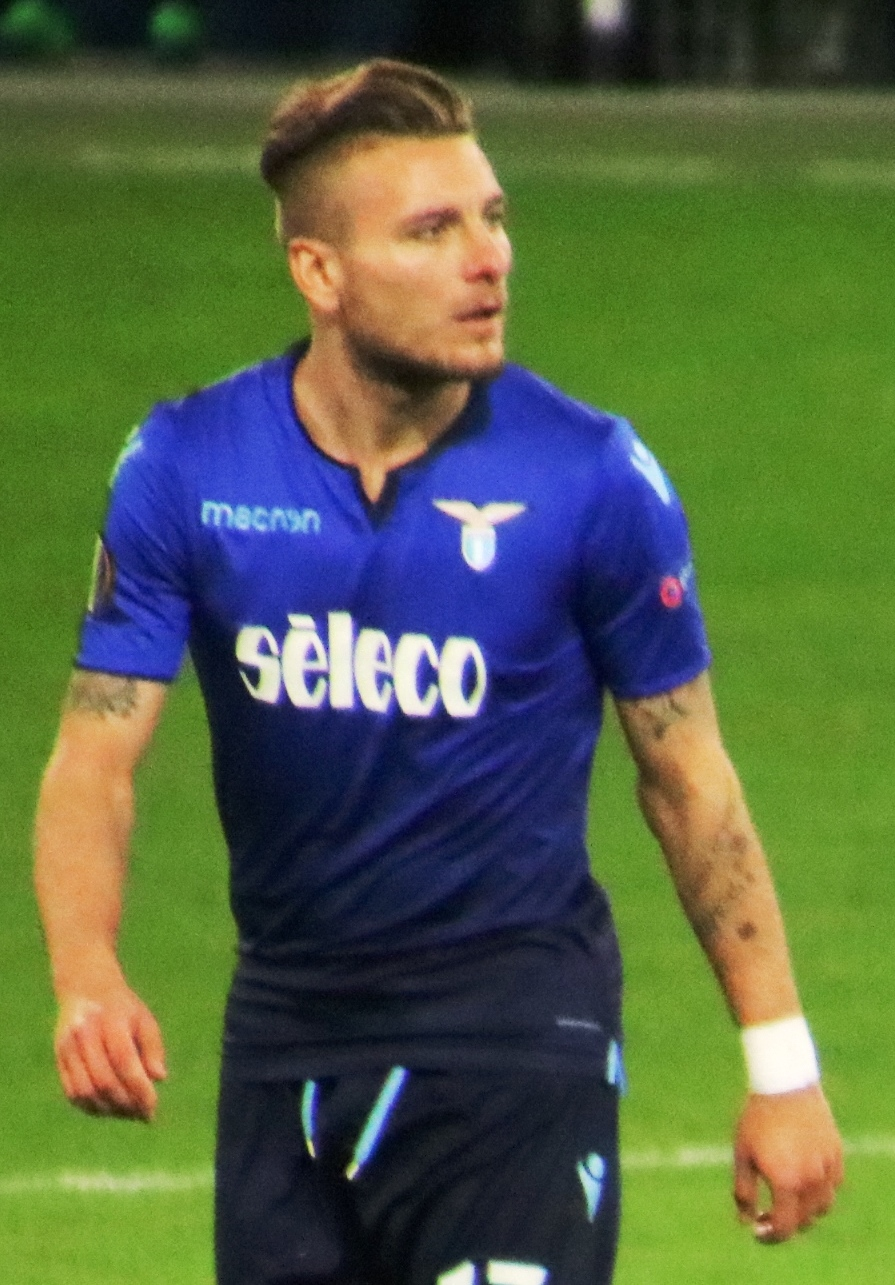
Nejlepší střelec Serie A 2017/18 - Ciro Immobile

Nejlepším střelcem tohoto ročníku Serie A se staly dva hráči. argentinský útočník ve službách týmu FC Inter Milán Mauro Icardi a italský útočník Ciro Immobile ve službách týmu SS Lazio. Oba vstřelili 29 branek.
| P. | Nár                 | Hráč                    | Tým             | Branky |
| -- | ------------------- | ----------------------- | --------------- | ------ |
| 1. | Argentina           | Mauro Icardi            | FC Inter Milán  | 29     |
| 1. | Itálie              | Ciro Immobile           | SS Lazio        | 29     |
| 3. | Argentina           | Paulo Dybala            | Juventus FC     | 22     |
| 4. | Itálie              | Fabio Quagliarella      | UC Sampdoria    | 19     |
| 5. | Belgie              | Dries Mertens           | SSC Neapol      | 18     |
| 6. | Bosna a Hercegovina | Edin Džeko              | AS Řím          | 16     |
| 6. | Argentina           | Gonzalo Higuaín         | Juventus FC     | 16     |
| 8. | Argentina           | Giovanni Simeone        | ACF Fiorentina  | 14     |
| 9. | Španělsko           | Iago Falque             | Turín FC        | 12     |
| 9. | Itálie              | Roberto Inglese         | AC ChievoVerona | 12     |
| 9. | Itálie              | Kevin Lasagna           | Udinese Calcio  | 12     |
| 9. | Srbsko              | Sergej Milinković-Savić | SS Lazio        | 12     |

## Vítěz
| Serie A 2017/18 Juventus FC (34. titul) |